# Prvenstvo BLP 1930-1931
Il Prvenstvo Beogradskog loptičkog podsaveza 1930./31., in cirillico Првенство Београдског лоптичког подсавеза 1930./31., (it. "Campionato della sottofederazione calcistica di Belgrado 1930-31") fu la dodicesima edizione del campionato organizzato dalla Beogradski loptački podsavez (BLP).
Il campionato era diviso era diviso fra le squadre di Belgrado città (divise in più classi, razred) e quelle della provincia (divise in varie parrocchie, župe). La vincitrice della 1. razred disputava la finale sottofederale contro la vincente del campionato provinciale.
Il campionato fu interrotto dalla partenza di BSK, Jugoslavija e Soko al campionato nazionale; i loro risultati furono cancellati ma anche le altre squadre non giocarono le rimanenti partite di campionato, quindi alla fine il torneo fu annullato il 23 giugno 1931 con decisione della BLP.

## Prima classe

### Classifica
|                   | Pos. | Squadra            | Pt | G | V | N | P | GF | GS | QR    |
| ----------------- | ---- | ------------------ | -- | - | - | - | - | -- | -- | ----- |
|                   | 1.   | Jugoslavija        | 16 | 8 | 8 | 0 | 0 | 37 | 5  | 7,400 |
|                   | 2.   | BSK Belgrado       | 11 | 7 | 5 | 1 | 1 | 27 | 9  | 3,000 |
|                   | 3.   | Jedinstvo Belgrado | 8  | 8 | 4 | 0 | 4 | 17 | 20 | 0,850 |
|                   | 4.   | Soko Belgrado      | 7  | 6 | 3 | 1 | 2 | 17 | 11 | 1,545 |
|                   | 5.   | Šparta Zemun       | 6  | 7 | 3 | 0 | 4 | 16 | 25 | 0,640 |
|                   | 6.   | Grafičar Belgrado  | 2  | 8 | 1 | 0 | 7 | 7  | 37 | 0,189 |
|                   | 7.   | Obilić             | 0  | 6 | 0 | 0 | 6 | 7  | 21 | 0,333 |
| Fonte: exyufudbal |      |                    |    |   |   |   |   |    |    |       |

Legenda:
      Campione della BLP ed ammessa al campionato nazionale.
  Partecipa agli spareggi per l'accesso al campionato nazionale.
      Retrocessa nella classe inferiore.
Note:
Due punti a vittoria, uno a pareggio, zero a sconfitta.

### Risultati
Andata:
30.11.1930. Soko – Jedinstvo 6–1, Jugoslavija – Obilić 6–1
07.12.1930. BSK – Grafičar 6–0, Jedinstvo – Obilić 5–2
14.12.1930. Grafičar – Jedinstvo 1–6, Soko – Obilić 1–0
21.12.1930. BSK – Sparta 9–0, Soko – Grafičar 3–1, Jugoslavija – Jedinstvo 4–0
28.12.1930. BSK – Jugoslavija 1–4
04.01.1931. BSK – Soko 3–3, Jugoslavija – Grafičar 8–0, Jedinstvo – Sparta 3–1
11.01.1931. Sparta – Grafičar 7–2
18.01.1931. BSK – Jedinstvo 2–0, Jugoslavija – Sparta 4–0, Grafičar – Obilić 3–1
01.02.1931. Sparta – Soko 3–2
08.02.1931. Jugoslavija – Soko 3–2, Sparta – Obilić 4–2
01.03.1931. BSK – Obilić rinviata
Ritorno:
08.03.1931. BSK – Jedinstvo 4–1, Soko – Sparta n.d.
15.03.1931. BSK – Soko n.d., Jedinstvo – Sparta n.d.
22.03.1931. Jugoslavija – Grafičar 5–0, BSK – Obilić 2–1
29.03.1931. Jedinstvo – Grafičar 1–0, Jugoslavija – Sparta 3–1
05.04.1931. BSK – Grafičar n.d., Jugoslavija – Obilić n.d.
19.04.1931. Soko – Jugoslavija n.d., Grafičar – Obilić n.d.
26.04.1931. Jugoslavija – Jedinstvo n.d., Grafičar – Sparta n.d.
03.05.1931. Obilić – Sparta n.d., Soko – Jedinstvo n.d.

## Classi inferiori
Nella stagione 1930-31, la città di Belgrado contava 53 squadre divise in quattro classi:
- 7 squadre in 1. razred
- 20 squadre in 2. razred (10 nel gruppo Sava e 10 nel gruppo Drava)
- 16 squadre in 3. razred (8 nel gruppo Drina e 8 nel gruppo Morava)
- 10 squadre in 4. razred[3]

### 2. razred

#### Gruppo Sava
Il campionato è stato dichiarato interrotto dalla BLP il 23 giugno 1931. Questa la classifica dopo il girone d'andata:
```
   Squadra                         G   V   N   P   GF  GS  Q.Reti  Pti
1  Olimpija                        8   6   0   2   27  13  2,077   12
2  
Radnički
                        6   4   1   1   11  5   2,200   9
3  
Palilulac
                       7   4   1   2   18  12  1,500   9
4  
Vitez Zemun
                     5   4   0   1   19  7   2,714   8 (promosso in 
1. razred
)
5  
Čukarički
                       8   3   1   4   18  16  1,125   7
6  Uskok                           8   2   1   5   13  21  0,619   5
7  Ruski SK                        7   2   1   4   10  16  0,625   5 (promosso in 
1. razred
)
8  
Slavija
                         6   1   2   3   9   10  0,900   4
9  Hajduk                          7   1   1   5   8   33  0,242   3
```